# Viola canescens
Viola canescens Wall. – gatunek roślin z rodziny fiołkowatych (Violaceae). Występuje naturalnie w Pakistanie, północnych Indiach, Nepalu, Bhutanie oraz Chinach (w Tybecie). 

## Morfologia
PokrójBezłodygowa bylina tworząca kłącza i rozłogi.
LiścieBlaszka liściowa ma kształt od owalnego do nerkowatego. Mierzy 1,5–3,5 cm długości oraz 2–3 cm szerokości, jest karbowana na brzegu, ma sercowatą nasadę i ostry lub tępy wierzchołek. Ogonek liściowy jest nagi i ma 2–4 mm długości. Przylistki są lancetowate i osiągają 10–13 mm długości.
KwiatyPojedyncze, wyrastające z kątów pędów. Mają działki kielicha o podługowatym kształcie i dorastające do 5 mm długości. Płatki są odwrotnie jajowate, mają białą lub purpurową barwę oraz 8–9 mm długości, dolny płatek posiada obłą ostrogę o długości 3 mm.
OwoceTorebki mierzące 5 mm średnicy, o kulistym kształcie.

## Biologia i ekologia
Rośnie w lasach i na łąkach. 